# Dehorter (contre-torpilleur)
Pour les articles homonymes, voir Dehorter.
Le Dehorter est l’un des douze contre-torpilleurs de classe Bouclier construits pour la marine française dans la première décennie du XXe siècle.

## Conception
La classe Bouclier a été conçue selon une spécification très générale et les navires différaient considérablement. Ils avaient une longueur de 74 à 78,3 mètres, une largeur de 7,6 à 8 mètres et un tirant d'eau de 2,9 à 3,1 mètres. Conçus pour déplacer 800 tonnes métriques, ils avaient un déplacement de 720 à 756 t à charge normale. Leur équipage comptait entre 80 et 83 hommes.
Les navires étaient propulsés par une paire de turbines à vapeur Parsons, chacune entraînant un arbre d'hélice utilisant la vapeur fournie par quatre chaudières à tubes d'eau. Les moteurs ont été conçus pour produire 13 000 chevaux (9 700 kW), et une vitesse de 30 nœuds (56 km/h), mais le Dehorter n’a atteint que 29,3 nœuds (54,3 km/h) lors de ses essais en mer. Les navires transportaient suffisamment de mazout pour leur donner une autonomie de 1 200 à 1 400 milles marins (2 222 à 2 593 km) à une vitesse de croisière de 12 à 14 nœuds (22 à 26 km/h).
L’armement principal des navires de la classe Bouclier se composait de deux canons de 100 millimètres modèle 1893 dans des affûts simples, un à l’avant et un à l’arrière des superstructures, et de quatre canons de 65 millimètres modèle 1902 répartis au milieu du navire. Ils étaient également équipés de deux affûts jumeaux pour des tubes lance-torpilles de 450 millimètres au milieu du navire.
Pendant la Première Guerre mondiale, un canon antiaérien de 45 millimètres ou 75 millimètres, deux mitrailleuses de 8 millimètres et huit ou dix grenades anti-sous-marines de type Guiraud ont été ajoutés aux navires. La surcharge a réduit leur vitesse opérationnelle à environ 26 nœuds (48 km/h).

## Carrière
Commandé le 9 juin 1910 aux Chantiers de Penhoët, le Dehorter est construit aux chantiers de Normandie à Grand Quevilly. La pose de la quille a lieu le 28 novembre 1910, le lancement le 18 avril 1912. Ses essais ont lieu le 18 septembre 1912. Armé pour essais à Cherbourg en octobre 1912, le Dehorter est mis en service en décembre 1912. Le navire a été achevé l’année suivante. Il est nommé en l’honneur du lieutenant de vaisseau Pierre Charles Henri Dehorter. Commandant la compagnie de débarquement du cuirassé Triomphante, celui-ci est tué à Tamsui le 16 octobre 1884.
Le Dehorter est désigné torpilleur d’escadre le 14 mars 1913. Il est affecté à la 1ère escadre de torpilleurs de Toulon le 28 août 1913. En août 1914, au début de la Première Guerre mondiale, le Dehorter est le chef de division du Groupe de sous-marins et torpilleurs de la 1ère Armée navale en Méditerranée,. Il passe les deux premiers mois de la guerre (août et septembre) à patrouiller et à escorter des sous-marins en mer Adriatique, vers Malte et Bizerte,.
Le 15 avril 1916, il est affecté à la 2e flottille de contre-torpilleurs de l’armée navale. Le 1er décembre 1916, il participe au débarquement d’Athènes. Avec le Mirabeau (à Salamine), le contre-torpilleur Mécanicien Principal Lestin et la canonnière Railleuse (à Phalère), il est désigné pour soutenir les troupes par leur feu de son artillerie. Le 29 novembre 1917, il entre en abordage avec le Maria Michalinos. Le 1er juillet 1918, il est affecté à la 6ème escadrille de contre-torpilleurs de l’armée navale à Moúdros.
Ayant survécu à la guerre, le Dehorter sert pour des expérimentations à Brest. Le 2 avril 1926, les chaudières 3 et 4 sont débarquées et le Dehorter est équipé d'un appareil anti-roulis Schneider-Fieux (l'appareil sera présenté au salon nautique le 8 décembre 1928). Mis en réserve en 1930, le Dehorter est condamné trois ans plus tard, en 1933. Il est désarmé et radié le 15 février 1933, et mis en vente à Brest en octobre 1933. Vendu à Marret et Glotz, de Paris, il est pris en remorque vers Nantes par le remorqueur civil Docteur Roux. Mais à l’embouchure de la Loire, il subit un nouvel abordage avec le paquebot Jamaïque et coule,.